# Julian Winn
Julian John Winn (* 23. September 1972 in Abergavenny) ist ein ehemaliger walisischer Radrennfahrer und heutiger Radsportfunktionär und -trainer.
Im Jahre 2000 gewann Julian Winn das irische Radrennen An Post Rás und das Rennen Isle of Man International (auch Manx Trophy), das eines der traditionsreichsten internationalen Straßenrennen in Großbritannien war. Im Jahr darauf die Irish Sea Tour of the North. 2002 wurde er britischer Meister im Straßenrennen der Profis und siegte zudem bei der Tour of Northumberland. 2003 startete er beim Giro d’Italia und wurde britischer Vize-Meister im Einzelzeitfahren. 2004 startete er bei den Olympischen Sommerspielen in Athen im olympischen Straßenrennen, kam aber nicht im Ziel an. 2004 siegte er im Eintagesrennen Archer Grand Prix.
Dreimal – 1998, 2002 und 2006 – startete er bei den Commonwealth Games. 2005, 2006 und 2007 wurde er walisischer Meister im Querfeldein-Rennen.
Von 2010 bis 2012 war Julian Winn Renndirektor des ehemaligen Radsportteams Endura Racing, und seit 2005 ist er walisischer Nationaltrainer.